# Stian DeWahl
Stian André DeWahl (19 novembre 1988) è un giornalista, ex giocatore di calcio a 5 ed ex calciatore norvegese, di ruolo portiere.

## Carriera

### Club
DeWahl gioca nel KFUM Oslo, sia per la squadra di calcio che per quella di calcio a 5. Fece parte della squadra che vinse il campionato nazionale di questa disciplina e partecipò anche alla UEFA Futsal Cup 2010-2011.
Terminata l'attività agonistica, è diventato giornalista sportivo, lavorando prima per Dagbladet e poi per Nettavisen.